# Östertjärnen (Frostvikens socken, Jämtland)
Östertjärnen är en sjö i Strömsunds kommun i Jämtland och ingår i Ångermanälvens huvudavrinningsområde. Sjön har en area på 0,0914 kvadratkilometer och ligger 577 meter över havet. Östertjärnen ligger i Gråberget-Hotagsfjällen Natura 2000-område.

## Delavrinningsområde
Östertjärnen ingår i det delavrinningsområde (713114-143750) som SMHI kallar för Ovan 712839-143699. Medelhöjden är 749 meter över havet och ytan är 12,76 kvadratkilometer. Det finns inga avrinningsområden uppströms utan avrinningsområdet är högsta punkten. Vattendraget som avvattnar avrinningsområdet har biflödesordning 4, vilket innebär att vattnet flödar genom totalt 4 vattendrag innan det når havet efter 312 kilometer. Avrinningsområdet består mestadels av skog (56 procent) och kalfjäll (34 procent). Avrinningsområdet har 0,16 kvadratkilometer vattenytor vilket ger det en sjöprocent på 1,2 procent.